# Нада Гашич
Нада Гашич (на хърватски: Nada Gašić) е хърватска преводачка и писателка на произведения в жанра криминален роман и драма.

## Биография и творчество
Нада Гашич е родена на 27 октомври 1950 г. в Марибор, Социалистическа република Словения. От 1952 г. живее в Загреб, където завършва основно училище и гимназия. Следва социология и хърватистика във Философския факултет на Загребския университет в периода 1969 – 1974 г. През учебната 1975/76 година работи като преподавател по хърватски език в Карловия университет в Прага. В периода 1976 – 1978 г. е стипендиант на Министерството на културата на Чешката република, като по време на стипендията е отличен студент по чешки език в Катедрата на чешкия философски факултет на Карловия университет. По-късно в същия университет защитава докторска дисертация на тема чешко-хърватски литературни отношения озаглавена „Пражката група хърватски студенти в началото на хърватския модернизъм“.
След дипломирането си, да 1980 г. работи като научен работник в Хърватския институт за култура. После в периода 1980 – 1982 г. работи като преподавател по хърватски език в славянския отдел на Филологическия факултет в Санкт Петербург[[]], където също чете лекции по хърватска и словенска литература. В периода 1982 – 1985 г. работи като преподавател в Прага и един семестър в Бърно. От 1990 г. е сътрудник на проф. Владимир Анич във всички издания на неговите „Речник на хърватския език“, „Речник на чуждите думи“ и „Енциклопедичен речник“, до последното издание на орфографията на Анич-Силич.
Превежда на хърватски език „Добрият войник Швейк“ на Ярослав Хашек, в превода на който използва елементи от загребския жаргон. Години наред като редактор тя си сътрудничи със загребските издателства и редактира около петдесет книги. Сътрудничи си с Третата програма на хърватското радио в предаването „Praskozor“.
Първият ѝ роман „Mirna ulica, drvored“ (Тиха улица, дървена) е издаден през 2007 г. Освен с острия си сюжет, книгата е и социологическо и психологическо изследване на съвременния Загреб. Романът получава наградата на Дружеството на хърватските писатели за най-добро дебютно произведение на годината.
През 2010 г. е публикуван втория ѝ роман „Voda, paučina“ (Вода, паяжина). Книгата получава наградата „Владимир Назор“ за литература и наградата на град Загреб.
Нада Гашич живее със семейството си в Загреб.

## Произведения

### Самостоятелни романи
- Mirna ulica, drvored (2007) – награда за дебют на Дружеството на хърватските писатели
- Voda, paučina (2010) – награда „Владимир Назор“ и награда на град Загреб
- Devet života gospođe Adele (2020)